# Leungah
Leungah is een bestuurslaag in het regentschap Aceh Besar van de provincie Atjeh, Indonesië. Leungah telt 720 inwoners (volkstelling 2010).